# Roger Fiévet
Pour les articles homonymes, voir Fievet.
Roger Fiévet est un footballeur français né le 23 février 1944 à Mazingarbe (Pas-de-Calais). Ce joueur a évolué en D1 comme arrière-central à  Troyes. 1,74 m pour 70 kg et au SCO d'Angers.

## Carrière de joueur
- 1962-1969 : Entente Chaumont Athlétic des Cheminots
- 1969-1973 : SCO d'Angers
- 1973-1974 : Troyes AF
- 1974-1975 : US Toulouse
- 1975-1977 : Athlétic Club Saint-Nazaire

## Source
- Col., Football 74, Les Cahiers de l'Équipe, 1973. cf. page 96.